# Hope (pays de Galles)
Pour les articles homonymes, voir Hope.
Hope est une localité du pays de Galles située dans le comté de Flint (Sir y Fflint).